# 가키모토 미치아키
가키모토 미치아키(일본어: 柿本 倫明, 1977년 10월 6일 ~ )는 일본의 전 축구 선수이다.

## 구단 경력
과거 아비스파 후쿠오카, 오이타 트리니타, 쇼난 벨마레, 세레소 오사카, 마쓰모토 야마가 FC에서 활동하였다.